# ژاک شارل
ژاک شارل (به فرانسوی: Jacques Alexandre César Charles) مخترع، دانشمند، ریاضی‌دان و شیمی‌دان فرانسوی است. شارل و کمک‌خلبانش برادران رابرت نخستین بالون پرشده از هیدروژن را در ۲۷ اوت ۱۷۸۳ به پرواز درآوردند. سپس او و همکارش تا ارتفاع حدود ۵۵۰ متر با بالون سرنشین‌دارشان بالا رفتند؛ که ابتکارشان در استفاده از هیدروژن برای بالا بردن، باعث شد که این نوع بالون به نام شارلیر نامیده شود. (همان‌طور که نام مون‌گلفیر برای بالون هوای گرم استفاده شد).
قانون شارل، توضیح می‌دهد که چطور گازها افزایش حجم می‌دهند وقتی که گرم می‌شوند. این قانون در ۱۸۰۲ توسط ژوزف لویی گیلوساک فرمول‌بندی شد؛ ولی گیلوساک این اعتبار را به کار منتشر نشدهٔ ژاک شارل نسبت داد.
شارل در سال ۱۷۹۵ در آکادمی علوم فرانسه انتخاب شد و بعد از آن پروفسور فیزیک در آکادمی علوم فرانسه شد.

## زندگی‌نامه
شارل در سال ۱۷۴۶ در Beaugency-sur-Loire به دنیا آمد؛ و با زنی از کریاویو که ۳۷ سال جوان‌تر از خود بود، به نام Julie Françoise Bouchaud des Hérettes ازدواج کرد(۱۷۸۴–۱۸۱۷). شارل تا آخر عمر با همسرش ماند و در پاریس در ۷ آوریل ۱۸۲۳ فوت کرد.

## نخستین بالون هیدروژنی

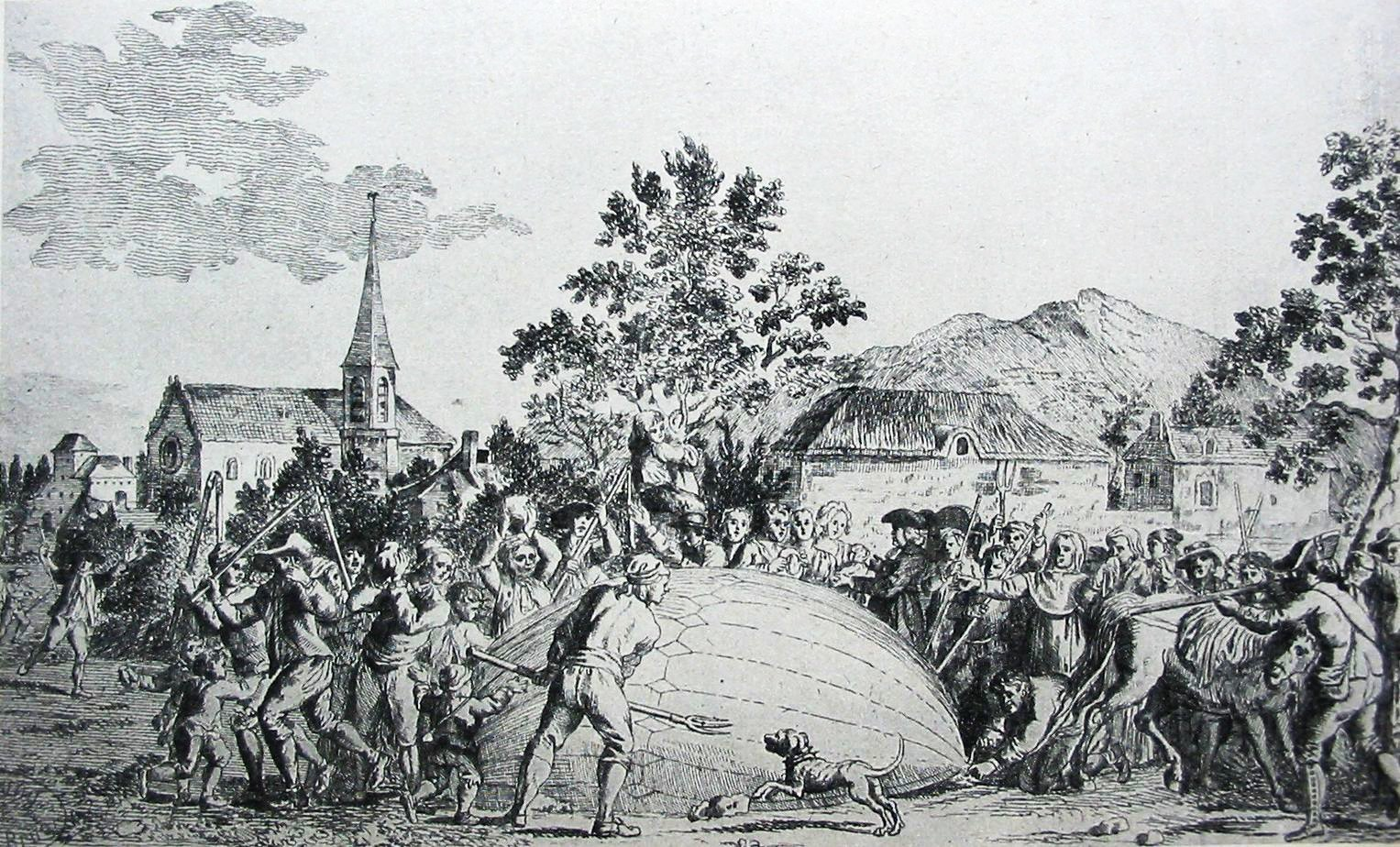
The balloon built by Jacques Charles and the Robert brothers is attacked by terrified villagers in Gonesse.

شارل باور داشت که ایدهٔ استفاده از هیدروژن در بالون مورد مطالعهٔ قانون بویل از رابرت بویل که در ۱۰۰ سال پیش از او در سال ۱۶۶۲ منتشر شده بود، مناسب است. شارل طراحی و ترسیم را انجام داد و سپس با مشارکت برادران رابرت Anne-Jean و Nicolas-Louis در کارگاهشان در Place des Victoires در پاریس آن را ساخت.
برادران رابرت روشی ابداع نموده بودند برای کیسهٔ هوای سبکی که محفوظ از هوا بود. بوسیلهٔ محلول کائوچو در صمغ و ورقه‌های ابریشم آغشته به لاک‌الکل که با اتصال به یکدیگر کیسهٔ اصلی را ایجاد کردند. آن‌ها نوارهای سفید و قرمز را پشت‌سرهم استفاده نمودند ولی تغییر رنگ ناشی از روند لاک‌الکل زدن / صمغ زدن نتیجه را زرد و قرمز نمود.
ژاک شارل و برادران رابرت نخستین بالون هیدروژنی جهان را در تاریخ ۲۷ اوت ۱۷۸۳ از Champ de Mars (محل فعلی برج ایفل) در حضور بنجامین فرانکلین در بین جمعیت تماشاگران، راه‌اندازی نمودند. بالون نسبتاً کوچک بود، یک کره به حجم ۳۵ متر مکعب، محصور با ابریشم صمغ‌اندود شده، و تنها قادر به بلند کردن حدود ۹ کیلوگرم (۲۰ پوند). و با هیدروژن حاصل از ریختن نزدیک به یک چهارم تن اسید سولفوریک بر روی نیم تن آهن قراضه، پر شد. گاز هیدروژن به بالون از طریق لوله‌های سرب تغذیه شد. اما به این دلیل که آن را از میان آب سرد عبور نداده بودند، مشکلات زیادی در پر کردن بالون به‌طور کامل، تجربه شد (گاز در هنگام تولید داغ بود، اما در هنگامی که در بالون سرد می‌شد، کم حجم می‌شد). پیشرفت روزانه باعث ازدحام مردم شد، جمعیت آنقدر زیاد بود که در ۲۶ آگوست، بالون مخفیانه در شب به میدان شان دو مارس، به فاصله ۴ کیلومتری منتقل شد.
بالون به مدت ۴۵ دقیقه به سمت شمال پرواز کرد، که توسط تعقیب کنندگانی سوار بر اسب دنبال شد، و در۲۱ کیلومتری در روستای گونس فرود آمد که در آن دهقانان محلی وحشت زده آن را با چنگال یا چاقو نابود کردند. این پروژه توسط یک اشتراک سازماندهی شده توسط Barthelemy Faujas de Saint-Fond تأمین شد.

## پرواز نخستین بالون هیدروژنی سرنشین دار

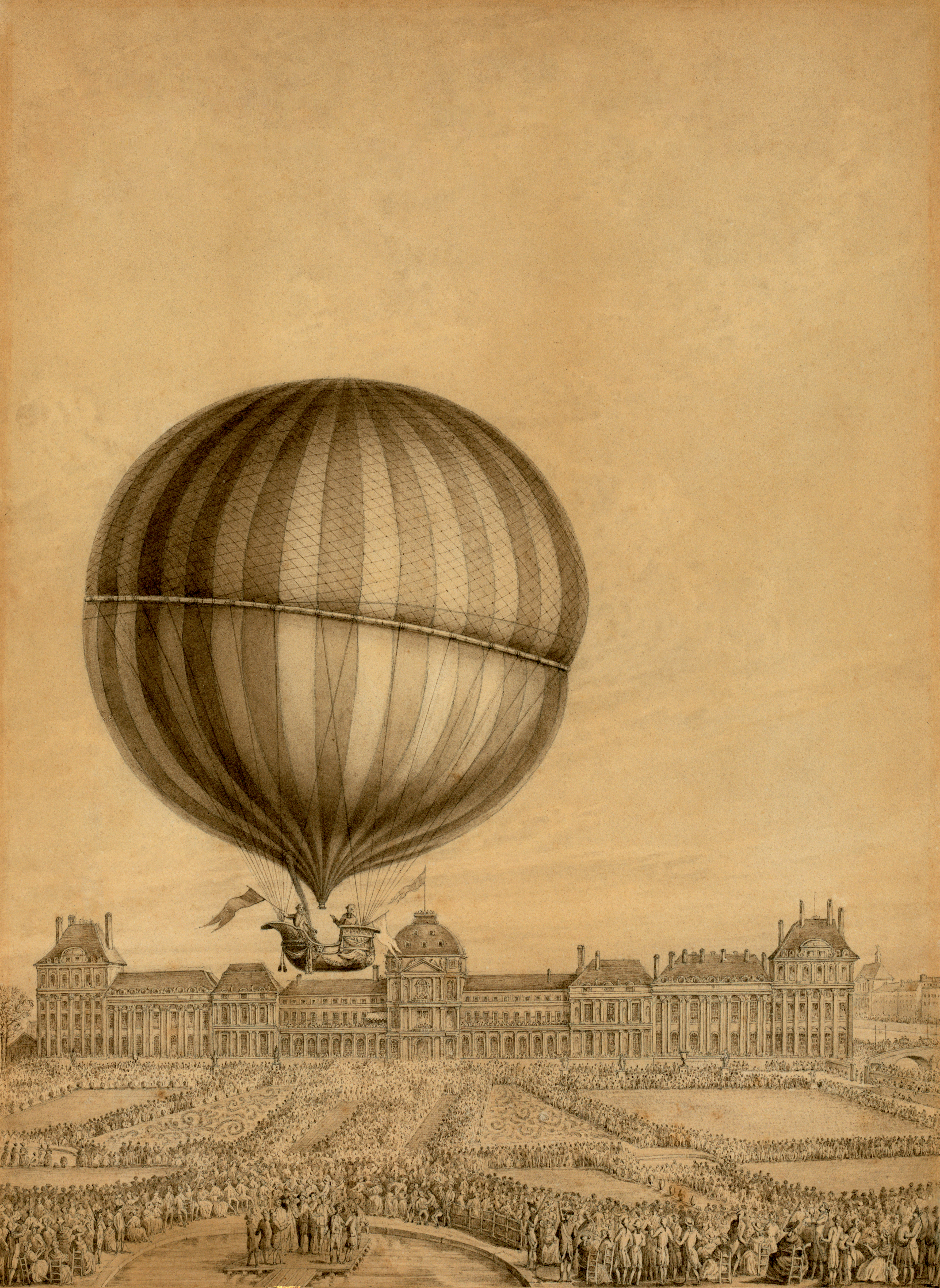
Contemporary illustration of the first flight by Prof. Jacques Charles with Nicolas-Louis Robert, December 1, 1783. Viewed from the میدان کنکورد to the باغ تویلری (destroyed in 1871)

در ۱۳:۴۵ در ۱ دسامبر ۱۷۸۳ ژاک شارل و برادران رابرت یک بالن سرنشین دار جدید از Jardin des Tuileries در پاریس راه اندازی کردند. ژاک شارل همراه بود با نیکولا-لوئیس رابرت به عنوان کمک‌خلبان، بالون ۳۸۰ مترمکعبی پر شده از هیدروژن. در انتهای کیسهٔ بالون، دریچهٔ تنظیم هیدروژن نصب شده بود و کیسهٔ بالون با یک شبکه از بندها که سبد از آن آویزان بود، پوشیده شده بود. کیسهٔ تعادل حاوی شن و ماسه برای کنترل ارتفاع مورد استفاده قرار گرفت. آن‌ها به ارتفاع حدود ۱۸۰۰ فوت (۵۵۰ متر) صعود کردند و در غروب آفتاب در Nesles-LA-Vallée پس از ۲ ساعت و ۵ دقیقه پرواز و طی طول ۳۶ کیلومتر، فرود آمدند. همراهانشان سوار بر اسب، که توسط Duc de Chartres هدایت می‌شدند، بالون را پایین کشیدند در حالی که هر دوی شارل و نیکلاس-لوئیس پیاده می‌شدند.
ژاک شارل پس از آن تصمیم به صعود دوباره گرفت، اما این بار به تنهایی، به دلیل اینکه بالون مقداری از هیدروژن خود را از دست داده بود. این بار بالون به سرعت به ارتفاع حدود ۳۰۰۰ متر صعود کرد، جایی که در آن او خورشید را دوباره دید. تا اینکه او در گوش خود درد احساس کرد و دریچهٔ گاز را باز کرد، و به آرامی به زمین فرود آمد در حدود ۳ کیلومتر دورتر در جایی به نام Tour du Lay. بر خلاف برادران رابرت چارلز هرگز دوباره پرواز نکرد، اگر چه بالون هیدروژنی، به افتخار او، به نام Charlière نامیده شد.
طبق گزارش ثبت شده، ۴۰۰هزار تماشاگر شاهد راه‌اندازی بودند، و صدها نفر برای کمک به تأمین مالی ساخت و ساز و دسترسی به «محوطه ویژه» به نام «محل مشاهدهٔ نزدیک از برخاست» مجبور بودند یک کرون پرداخت کنند. در میان جمعیت حاضر در «محوطه ویژه» بنجامین فرانکلین، نماینده دیپلماتیک از ایالات متحده آمریکا نیز حضور داشت. همچنین «ژوزف مون‌گلفیه» نیز حضور داشت، کسی که شارل با درخواست رهاسازی بالونی سبز کوچک (جهت ارزیابی باد و شرایط آب و هوایی) او را مفتخر نمود.
این رویداد ده روز پس از نخستین پرواز با بالون سرنشین دار جهان توسط «ژان فرانسوا پیلاتر د روزیر» با استفاده از بالون هوای گرم، ساختهٔ «برادران مون‌گلفیه» انجام شد.
«Simon Schama» تاریخ‌دان در کتاب خود «Citizens» نوشت:
همکار علمی اصلی «مون‌گلفیه»، «شارل» بود، … که برای اولین بار پیشنهاد کرد، گاز تولید شده توسط سولفات به جای سوزاندن چوب، مورد استفاده گیرد. شارل خود نیز مشتاق به صعود بود اما باید به حق وتوی شاه (که در اولین گزارش پرواز با اشتیاق نظاره‌گر بود) توجه می‌کرد. نگرانی از خطرات پرواز، باعث شد که پادشاه پس از آن پیشنهاد کرده بود که دو جنایتکار در سبد فرستاده شوند، که شارل و همکارانش خشمگین شدند.

## شیمی
او را از بنیانگذاران قانون عمومی گازها می‌دانند.